# Pennatula inflata
Pennatula inflata är en korallart som beskrevs av Kükenthal 1910. Pennatula inflata ingår i släktet Pennatula och familjen Pennatulidae. Inga underarter finns listade i Catalogue of Life.